# Amales
Pour les articles homonymes, voir Amal.

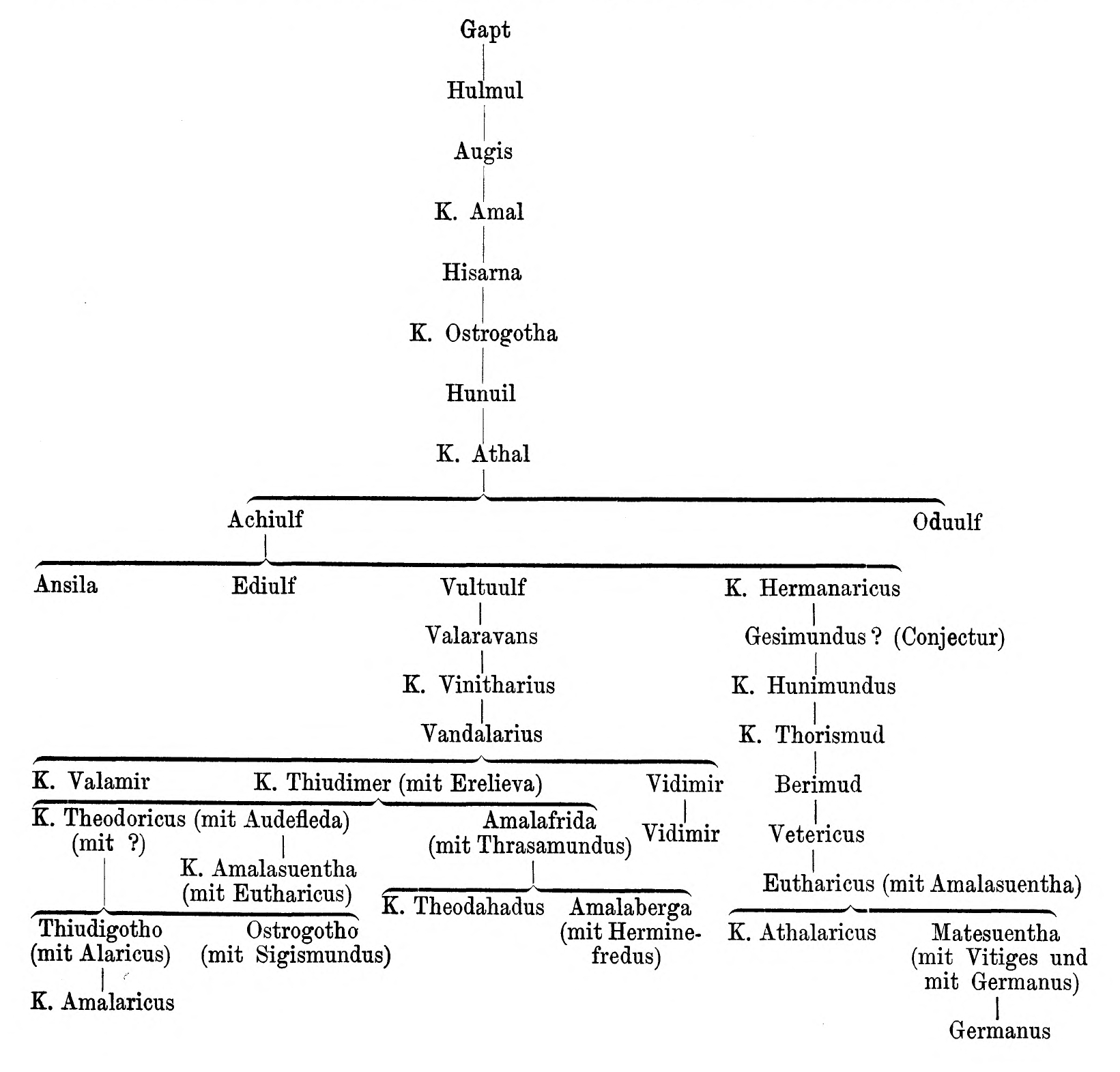
"Gapt/Gaut, engendre Humal, qui à son tour engendre Augis". Détail de l'arbre généalogique de Pauly-Wissowa, vol. I, 2, col. 1717–1718. Auteur: Ludo Moritz Hartmann, 1894.

Les Amales sont avec les Balthes les deux principaux lignages royaux des Goths.

## Histoire
La dynastie des Amales descend, selon leur tradition orale, du dieu suprême des Goths, Gaut traduit par le « verseur de semence », un des noms d'Odin à l'origine probable du nom de ce peuple.
Jordanès, dans la Getica, parle des héros légendaires à l'origine des Amales : Gaut/Gapt, engendre Humal, qui à son tour engendre Augis. Ce dernier est le père de Amal, qui donne son nom à la dynastie. 
« Cet Amal engendra Hisarnis. Hisarnis pour sa part engendra Ostrogotha. Ostrogotha pour sa part engendra Hunuil. Hunuil engendra de même Athal. Athal engendra Achiulf et Odulf. Achiulf pour sa part engendra Ansila et Ediulf, Vultulf et Hermanaric. Vultulf quant à lui engendra Valaravans. Valaravans pour sa part engendra Vinitharius. Vinitharius à son tour engendra Vandalarius. Vandalarius engendra Theudimir et Valamir et Vidimir. Theudimir engendra Théodoric... »
Après le suicide d'Ermanaric vers 375–376, ses successeurs se soumettent aux Huns et les servent comme auxiliaires. Quand le chef Vinitharius (« vainqueur des Venèthes », peut-être Vithimir), essaie de se révolter, il est vaincu et tué sur le fleuve sud-ukrainien Erak (?) par Balamber et son allié Amale Gesimund. Le successeur d'Ermanaric, Hunimund (« protégé des Huns »), participe à l'écrasement des Suèves (Quades) ; son neveu, Vandalarius, se distinguera par l’expulsion des Vandales, et Thorismund, le successeur de Hunimund, perdra la vie au cours de la soumission des Gépides vivant dans le bassin des Carpates. Il sera le dernier représentant de la branche directe des Amales et ne sera pas remplacé pendant quarante ans. Son fils Bérimund fuit chez les Wisigoth du Sud-Ouest de la Gaule où il vit caché. 
Bien que le christianisme (surtout sous sa forme arienne) commence à toucher les Goths à partir du IVe siècle, cette famille royale conservera toute sa sacralité païenne. Cette dynastie sacrée donne des rois aux Ostrogoths jusqu'à Théodat, mort assassiné en 536. Elle s'éteint probablement avec la guerre dévastatrice opposant les Ostrogoths aux Byzantins entre les années 530 et 550.
La princesse burgonde Clotilde, devenue reine franque, est liée au lignage des Amales mais aussi au lignage des Balthes.
Le patronyme « Amal » se retrouve dans la composition de nombreux noms d'origine wisigothique comme :
- Amalric (Amal-rig) ;
- Amalbert (Amal-Behrt) ;
- Amalberti ;
- Amalsuintha ;
- Amalberge ;
- Amaliis.